# Vedole
Vedole è una frazione del comune di Colorno, in provincia di Parma.
La località dista 1,50 km dal capoluogo.

## Geografia fisica
Vedole sorge in posizione pianeggiante alla quota di 30 m s.l.m. sulla riva destra del torrente Parma, in adiacenza a una sua ampia ansa.

## Storia
Il borgo fu fondato in epoca altomedievale; la più antica testimonianza della sua esistenza risale al 18 settembre 935, quando la località fu citata in un documento con cui, per dirimere una contesa tra il marchese Anscario e il vescovo di Parma Sigefredo I, il re d'Italia Ugo e suo figlio Lotario riconobbero al secondo i diritti su Vedolio e su altre terre del Comitato Parmense.
Il territorio di Vedole appartenne da allora per alcuni secoli all'autorità episcopale di Parma, che fece erigere nella vicina Colorno un primo baluardo difensivo. Nel 1240 il vescovo Martino da Colorno cedette al Comune di Parma i diritti sul feudo colornese, comprendente il borgo di Vedole.
Nel 1337 Colorno fu assegnata dal signore di Verona Mastino II della Scala ad Azzo da Correggio, che vi fece riedificare la rocca, considerata strategica per la città di Parma. Dopo la scomparsa nel 1402 di Giberto da Correggio, figlio di Azzo, tutte le sue terre furono incamerate dal duca di Milano Gian Galeazzo Visconti, che le assegnò in gran parte ai fratelli Ottobuono, Giacomo e Giovanni de' Terzi. Dopo l'uccisione a tradimento di Ottobuono a Rubiera nel 1409, i Terzi conservarono per alcuni mesi il castello, ma cedettero la cerchia esterna esterna alla Repubblica di Venezia rimasta loro alleata, fino alla definitiva sconfitta.
Nel 1431 Filippo Maria Visconti investì Niccolò de' Terzi, il Guerriero, figlio di Ottobuono, dei feudi di Colorno, Guardasone e Montelugolo, ma nel 1449, dopo l'occupazione di Parma da parte di Francesco Sforza, il Guerriero si alleò col re di Napoli Alfonso V d'Aragona; il condottiero Alessandro Sforza, fratello di Francesco, reagì attaccando il castello di Guardasone, che capitolò dopo alcuni giorni, costringendo Niccolò, asserragliato a Colorno, a fuggire a Mantova.
Nel 1458 il duca di Milano Francesco Sforza assegnò il feudo colornese al nipote Roberto Sanseverino, che lo trasmise ai suoi discendenti; l'ultima erede fu la contessa Barbara, che nel 1612 fu arrestata e giustiziata, insieme a numerosi altri nobili del Parmense, con l'accusa di aver partecipato alla presunta congiura dei feudatari ai danni del duca di Parma Ranuccio I Farnese, il quale confiscò tutti i loro beni. Il feudo di Colorno dipese da allora fino all'Unità d'Italia direttamente dai duchi di Parma, che trasformarono il castello in sontuoso palazzo ducale, circondato da ampi parchi, destinato alla loro villeggiatura.
Tra il 23 e il 25 aprile 1945, negli ultimi giorni della seconda guerra mondiale, a Vedole si verificarono degli aspri combattimenti tra i partigiani della Squadre di Azione Patriottica e i soldati tedeschi in fuga.

## Monumenti e luoghi d'interesse

### Chiesa di San Rocco

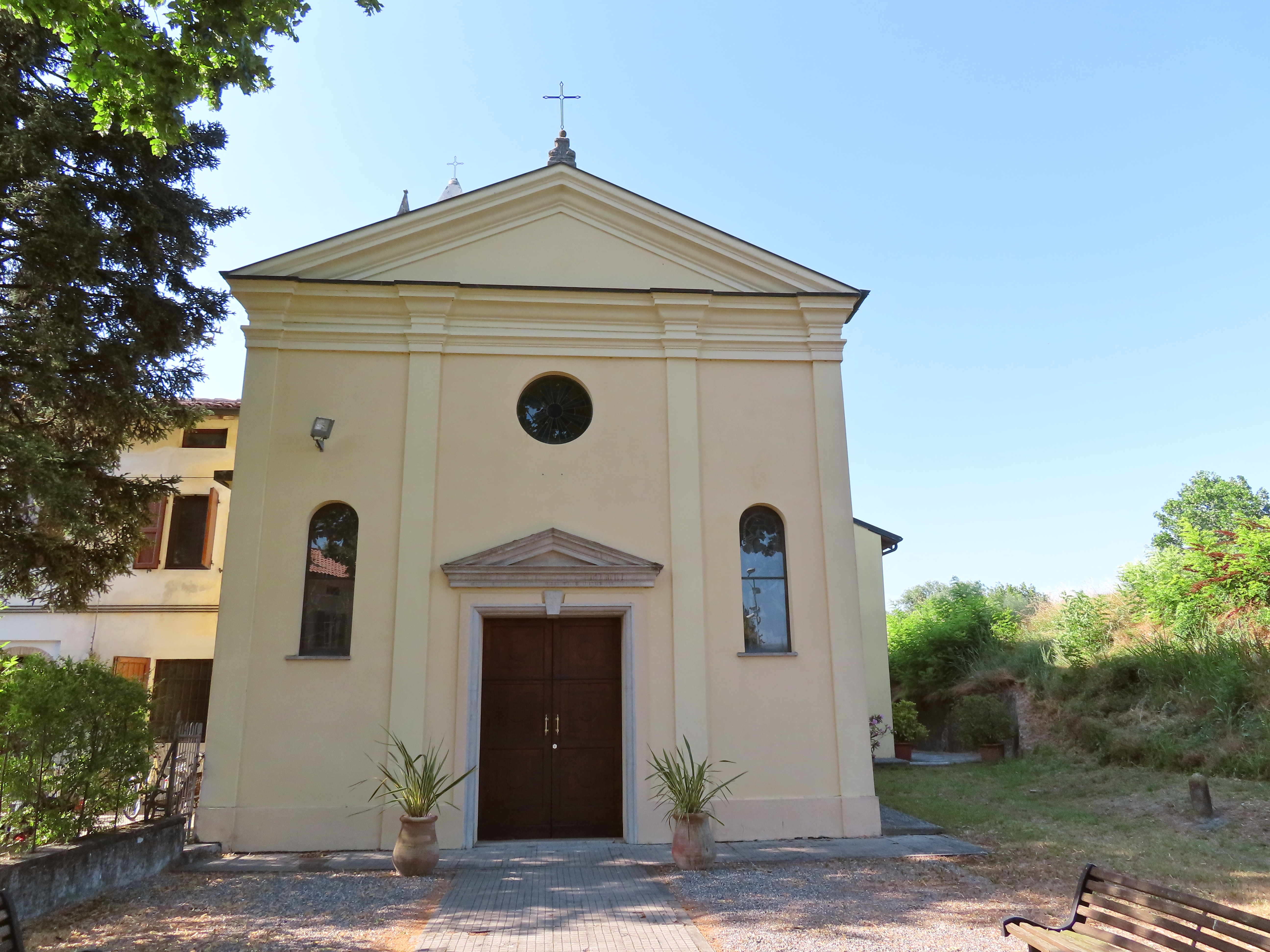
Chiesa di San Rocco

Edificata nella seconda metà del XV secolo, la chiesa fu elevata a sede parrocchiale autonoma nel 1581; ristrutturata in stile neoclassico nel XVIII secolo, nel 1846 fu affiancata dal campanile, sopraelevato nel 1900; decorata verso la metà del XX secolo, fu restaurata tra il 2008 e il 2009. L'edificio, sviluppato su una pianta a navata unica affiancata da una cappella per lato, presenta una facciata a capanna tripartita da quattro lesene doriche, a sostegno del frontone triangolare di coronamento; sulla sinistra la torre campanaria è sormontata da un'aguzza guglia piramidale elevata tra quattro pinnacoli; all'interno l'aula, coperta da una volta a botte, è scandita lateralmente da lesene doriche.

### Oratorio della Santissima Annunziata

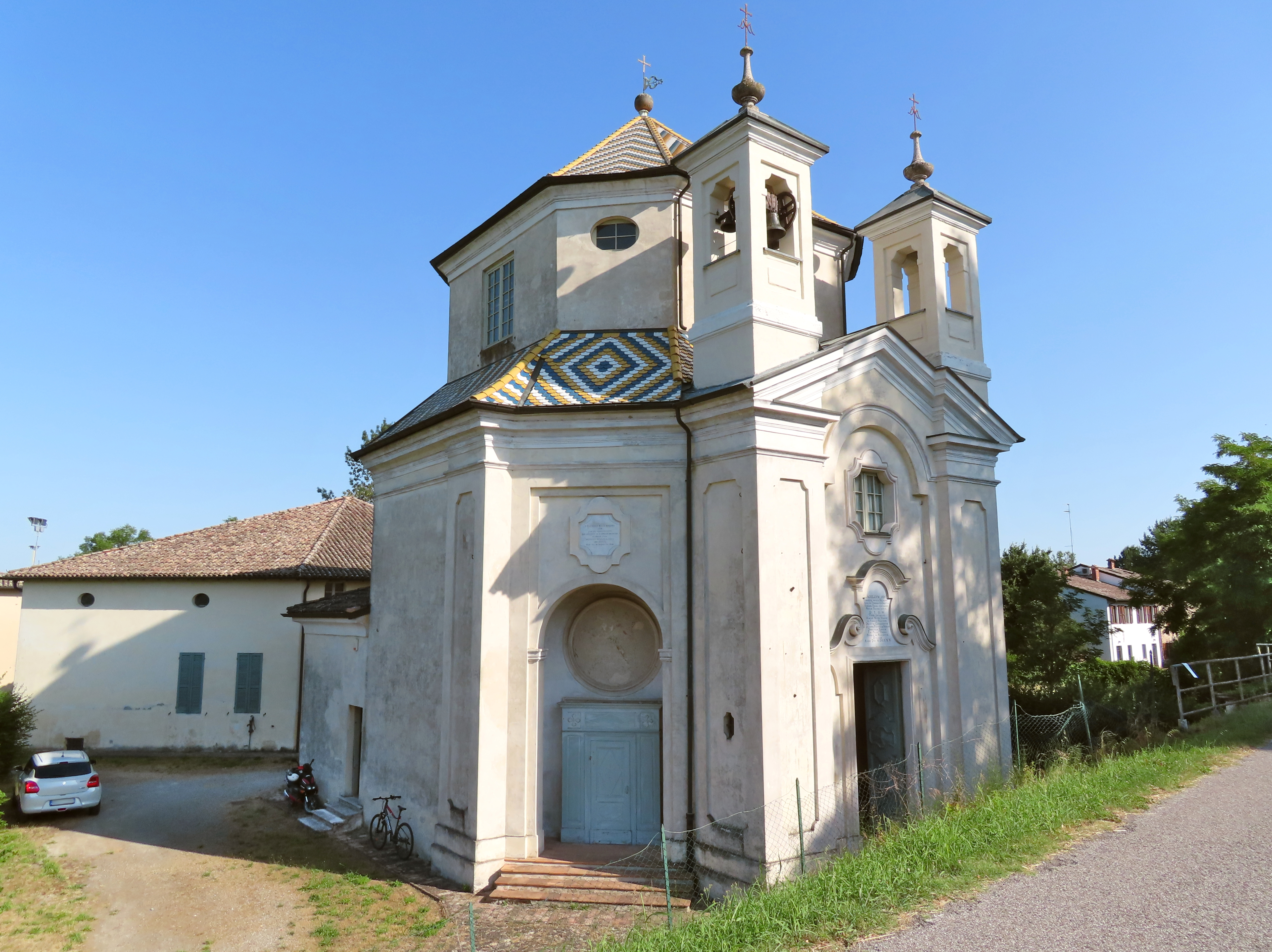
Oratorio della Santissima Annunziata

Edificato originariamente nel 1568 per volere della contessa Anna Sanseverino e successivamente donato ai domenicani, l'oratorio fu ceduto nel 1621 alla comunità di Colorno; acquistato nel 1719 dalla duchessa Dorotea Sofia di Neuburg, fu completamente ricostruito in stile barocco con influssi bavaresi su progetto dell'architetto di Corte Giuliano Mozzani e benedetto il 31 marzo 1720; ereditato dalle successive duchesse di Parma, dopo la fine del ducato di Parma e Piacenza nel 1859 fu incamerato dal Regno d'Italia; risistemato tra il 1927 e il 1928, passò nel 1929 alla diocesi di Parma; risistemato provvisoriamente nelle coperture nel 1979, tra il 1997 e il 1999 fu interamente ristrutturato; danneggiato dal terremoto dell'Emilia del 2012, fu rinforzato strutturalmente nel 2019. L'edificio, sviluppato su una pianta centrale ottagonale affiancata da quattro bracci, presenta una simmetrica facciata a capanna, riccamente decorata e coronata da un frontone triangolare spezzato, su cui si ergono due piccoli campanili; nei due prospetti diagonali si trovano gli accessi laterali, sormontati da due grandi tondi, ricavati nel 1721 da Ilario Spolverini frammentando un unico dipinto eseguito intorno al 1568 probabilmente da Alessandro Mazzola Bedoli; dal centro del tetto, rivestito con scandole maiolicate di tre colori, si erge un grande tamburo. All'interno l'aula, riccamente decorata con stucchi e statue, è dominata dalla cupola a base ottagonale, ornata con affreschi di Sebastiano Galeotti; gli altari delle cappelle laterali e del presbiterio sono dominati da ancone contenenti le pale, tra cui quella sull'altare maggiore rappresentante l'Annunciazione, eseguita da Giovanni Maria delle Piane. Sul retro si erge, isolata, la canonica a pianta esagonale allungata, originariamente destinata anche a sala da ricevimento delle duchesse.